# Edmund Sutton
Edmund Sutton (1425 – v. 1485) est un noble anglais du XVe siècle.
Il est né à Dudley. Ses parents étaient le baron Dudley John Sutton et son épouse Elizabeth Berkeley.

## Guerre des Deux-Roses
À la bataille de St Albans en 1455, Edmund prit part au combat avec son père et fut capturé par le duc d'York. 
À la bataille de Blore Heath le 23 septembre 1459, il fut également du côté de la Maison de Lancastre. 
À la bataille de Towton le 29 mars 1461, il combattit du côté de la Maison d'York et en fut récompensé par le nouveau roi Édouard IV. Le 28 juin suivant, il assista avec son père à son couronnement.

## Mariages et descendance
Edmund épouse Joyce Tiptoft, fille de John Tiptoft, 1er baron Tiptoft. Elle transmet à la famille Sutton les cantons de Tiptoft du côté de son père et de Cherleton et de Holland du côté de sa mère. Ils ont un fils, Edward.
Edmund se remarie vers 1465 avec Maud Clifford, fille de Thomas Clifford. Ils ont d'autres enfants dont un fils, Thomas.

## Mort et succession
La date de décès d'Edmund est inconnue. On sait qu'il assiste au couronnement de Richard III le 6 juillet 1483 mais il meurt avant son père (décédé le 30 septembre 1487).
C'est donc son fils Edward qui hérite du titre de baron Dudley.